# 킹 리어 (2018년 영화)
킹 리어(King Lear)는 영국에서 제작된 리처드 이어 감독의 2018년 드라마 영화이다. 안소니 홉킨스 등이 주연으로 출연하였고 노엘렛 벅클리 등이 제작에 참여하였다.

## 출연

### 주연
- 안소니 홉킨스
- 엠마 톰슨
- 토비어스 멘지스
- 에밀리 왓슨

### 조연
- 크리스토퍼 에클리스턴
- 짐 브로드벤트
- 앤드류 스캇
- 짐 카터
- 플로렌스 퓨
- 칼 존슨
- 안소니 캘프
- 존 맥밀란

## 제작진
- 총괄프로듀서: 콜린 칼렌더
- 미술: 피터 프란시스